# Bernardino Vitali
Bernardino Vitali (Venezia, XV secolo – ...) è stato un tipografo italiano.
Lavorò a Venezia dal 1495 al 1538. Le sue edizioni furono incentrate prettamente sull'umanesimo e sui classici greci e latini.
Secondo varie fonti si spostò anche a Roma e a Rimini.
Tra le sue edizioni si ricordano una Veneziade di Publio Francesco Modesti e una Historia de vita et gestis Scanderbegi di Barletius.